# رداستون (نیوهمپشر)
رداستون (به انگلیسی: Redstone) یک منطقهٔ مسکونی در ایالات متحده آمریکا است که در شهرستان کارول، نیوهمپشایر واقع شده‌است. رداستون ۱۴۸٫۱۳ متر بالاتر از سطح دریا واقع شده‌است.